# 瑞士五葉松

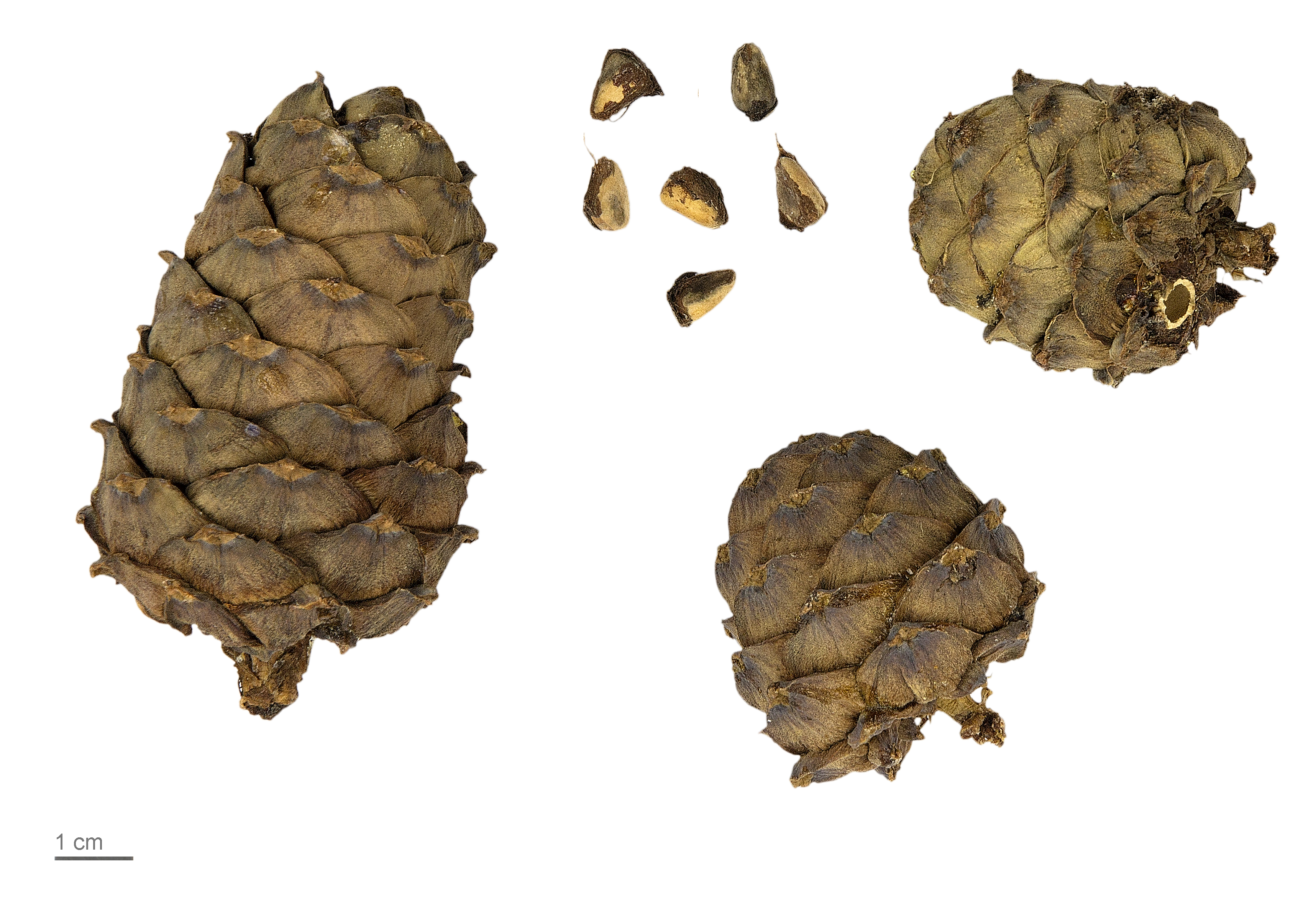
Pinus cembra

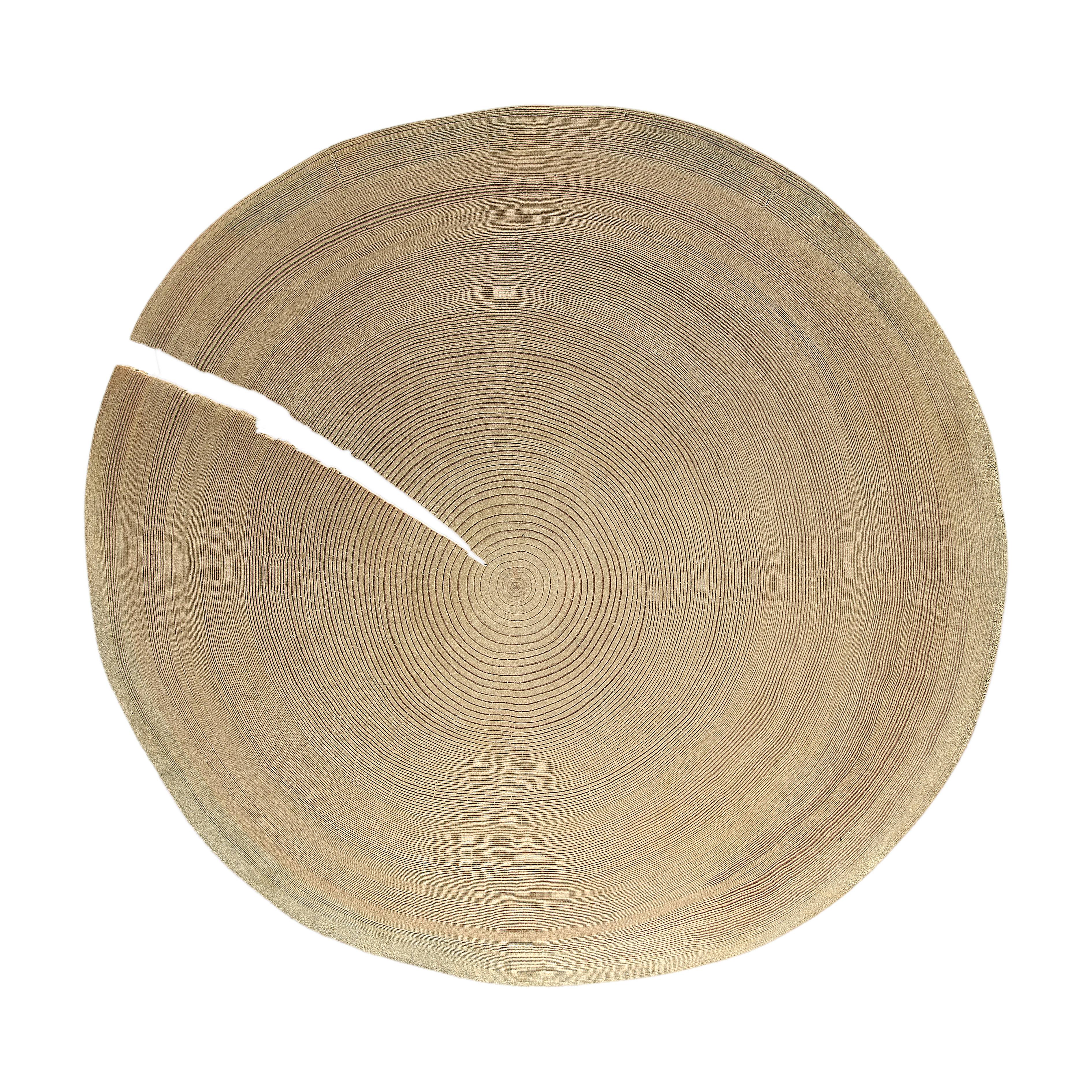
Pinus cembra

瑞士五叶松（英語：Swiss Pine，學名：Pinus cembra），是一种在阿尔卑斯山山脉特有的松树，常见于波兰、瑞士、法国、意大利、奥地利、德国、斯洛文尼亚、乌克兰等国家。
瑞士五叶松主要生长在海拔1,200米到2,300米之间，成年的树可以长到25米到35米高。但是由于它生长得非常缓慢，需要将近30年的时间长高1.3米。这些瑞士五叶松极其耐寒，可抵抗-50℃和凌冽的寒风。这类松树非常长壽，一般可有五百年到一千年。